# Kloster Wettingen
Das Kloster Wettingen (lateinisch Abbatia B.M.V. Maris Stella Wettingensis) war eine exemte Zisterzienserabtei in Wettingen im Schweizer Kanton Aargau. Es wurde 1227 gegründet und im Zuge der Säkularisation im Jahr 1841 aufgehoben.

## Geschichte

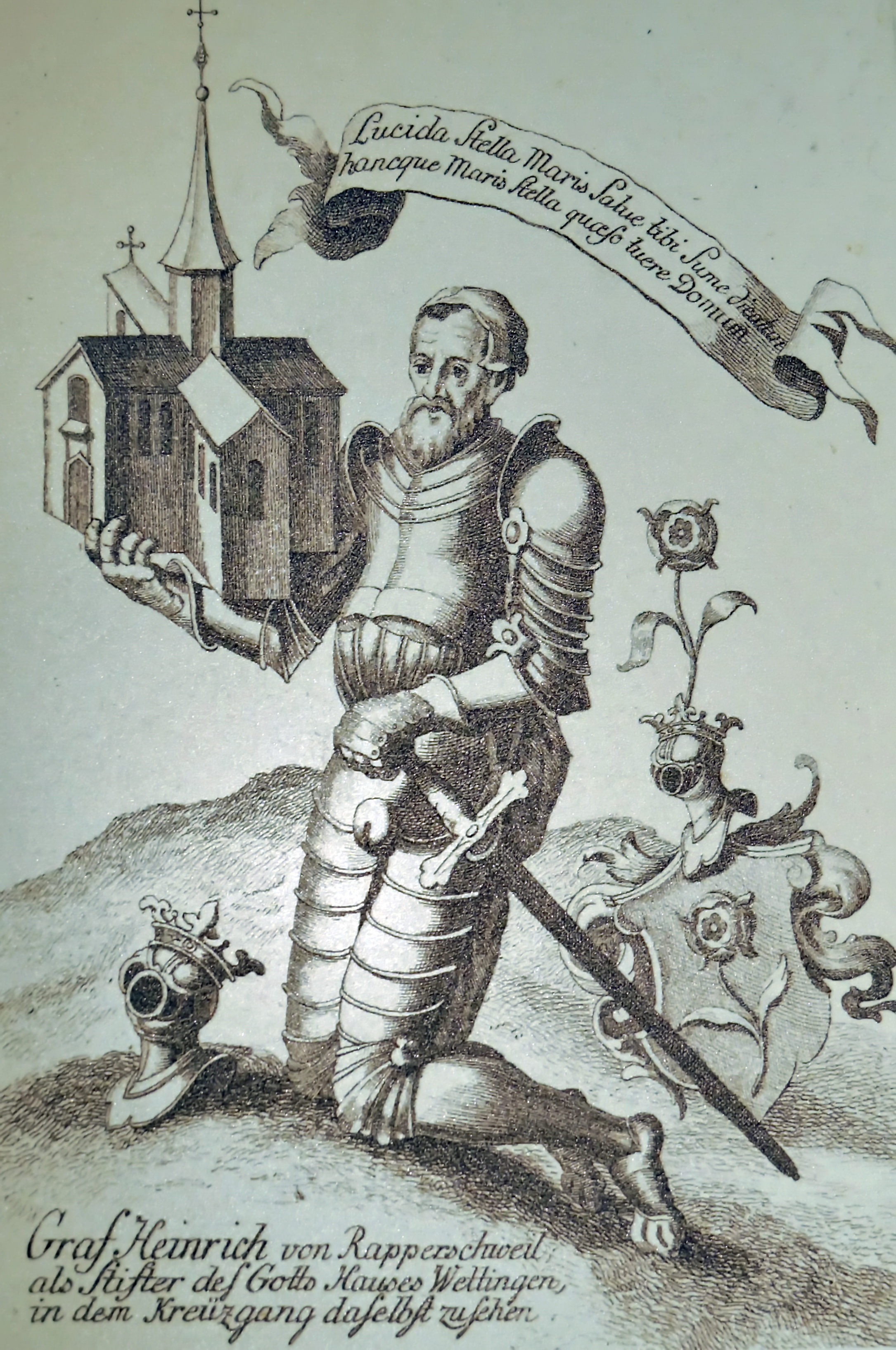
“Graf Heinrich von Rappersweil als Stifter des Gotts Hauses Wettingen, in dem Kreuzgang daselbst zu sehen”

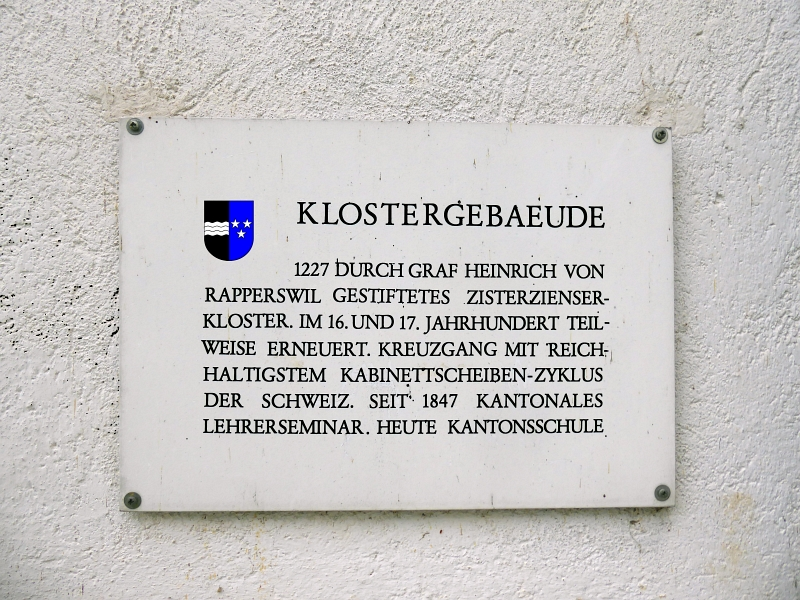
Informationstafel

Freiherr Heinrich II. von Rapperswil kaufte nach 1220 Güter in Wettingen sowie das Patronatsrecht über die Kirche des Dorfes. Nachdem Heinrich während der Kreuzzüge auf wundersame Weise aus Seenot gerettet worden war, schenkte er seine Besitztümer in Wettingen dem Kloster Salem, einer Zisterzienserabtei im nördlichen Bodenseeumland. Das für den Neubau notwendige Grundstück stiftete das Kloster Schänis. Der Salemer Abt Eberhard von Rohrdorf entsandte die für eine Neugründung notwendigen zwölf Mönche und einige Laienbrüder unter dem designierten Abt Konrad, zuvor Eberhards Stellvertreter.
Am 14. Oktober 1227 begannen die Mönche mit dem Aufbau des Klosters, das den Namen Maris Stella (Stern des Meeres) erhielt. In Erinnerung an ihren grosszügigen Spender lautete der Wahlspruch „Non mergor“ (lateinisch „Ich gehe nicht unter“). Im Jahre 1256 wurde die Klosterkirche Maria Meerstern wie alle Kirchen des Zisterzienserordens der in den Himmel aufgenommenen Gottesmutter geweiht, mit dem Patroziniumsfest am 15. August. Von Anfang an konnte das Kloster seinen Grundbesitz um Güter in Uri, in Zürich, in Riehen und vor allem im Limmattal um Wettingen herum vermehren. Das meiste war Streubesitz. Im Limmattal besass die Abtei die niedere Gerichtsbarkeit. Schirmherren über das Kloster waren bis 1415 die Habsburger, danach die Eidgenossen.
Im frühen 16. Jahrhundert war das Kloster aufgrund finanzieller Probleme stark geschwächt. 1507 zerstörte ein Brand Teile des Klosters und seiner Ökonomiegebäude:
 (Heinrich Murer: )
1529 traten der Abt Georg Müller und die Mehrheit der Mönche zum reformierten Glauben über. Nach dem Zweiten Kappelerkrieg von 1531 verfügten die katholischen Orte die Rekatholisierung des Klosters und ernannten bis 1564 die Äbte selbst. 1540 verkaufte das Kloster alle seine Rechte in Riehen an die Stadt Basel.

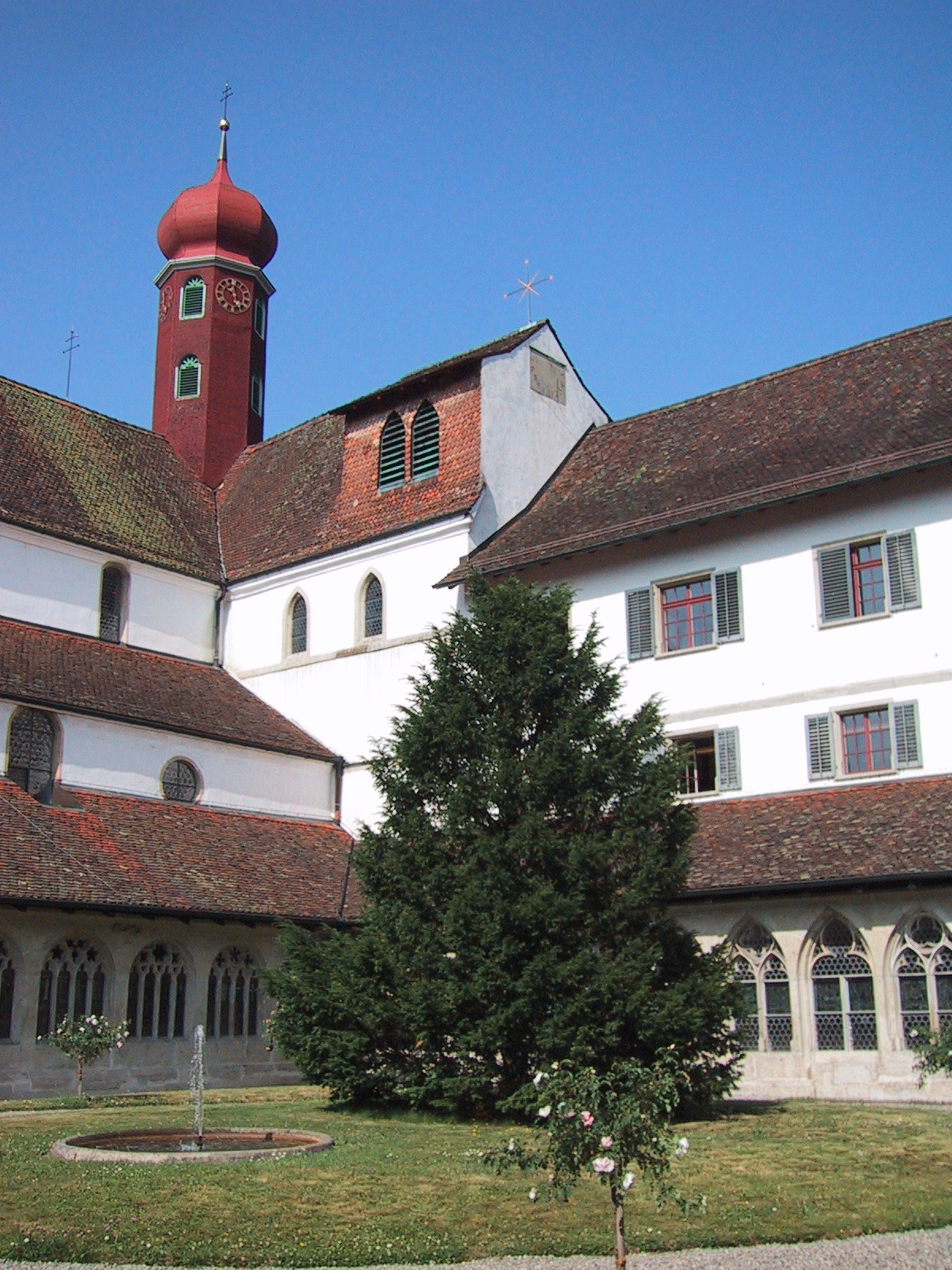
Garten im Kreuzgang

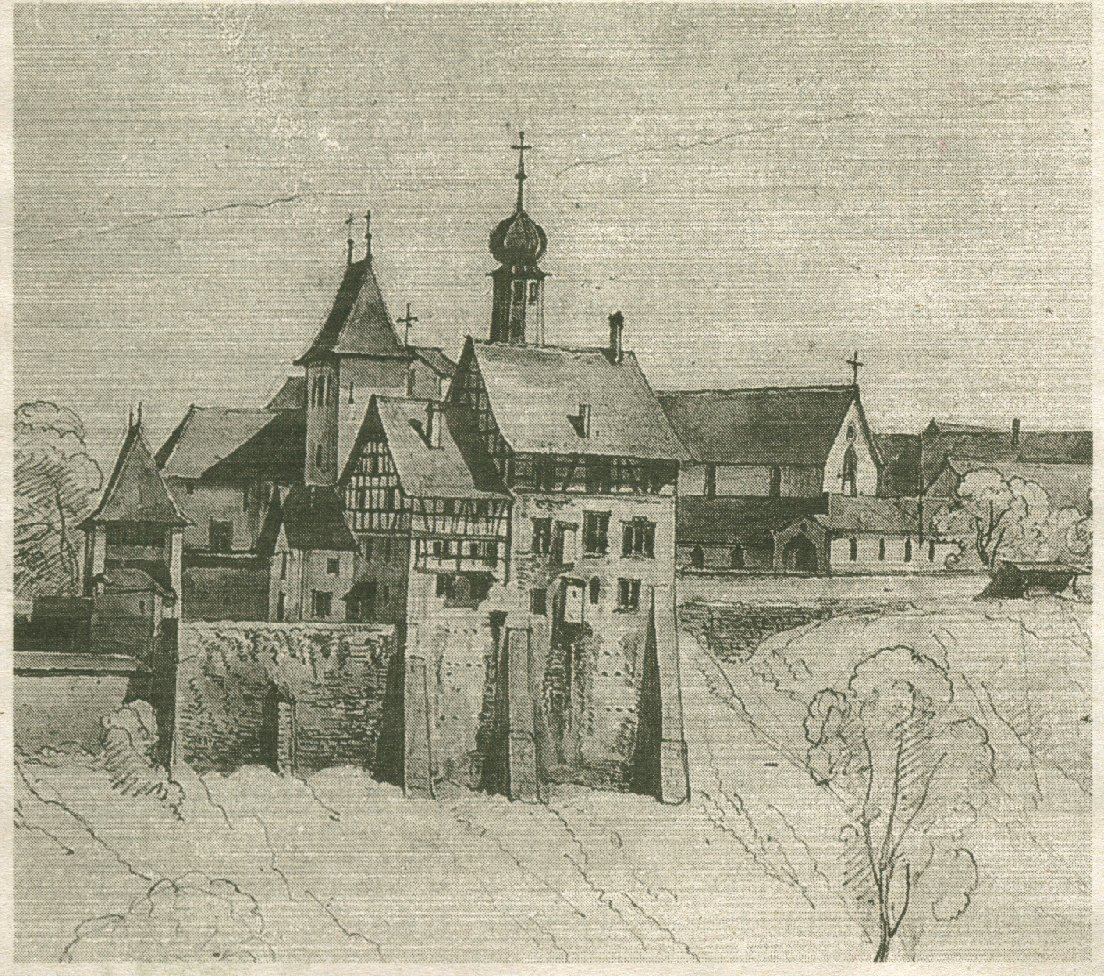
Ansicht des Zugangsbereiches 1832

Unter der Führung des Abtes Christoph Silberysen (1563–1594) entstanden im Kloster reich illustrierte Chroniken; die Abtei erhielt neue farbige Glasfenster und Standesscheiben. Unter Abt Peter Schmid (1594 bis 1633) blühte das Kloster auf. Die Gebäude wurden restauriert und erweitert, 1604 eröffnete das Kloster eine Philosophie- und Theologieschule, 1671 eine eigene Druckerei.
Während des Zweiten Villmergerkriegs von 1712 mussten die Mönche für einige Zeit in die Innerschweiz flüchten. In den Wirren nach der Französischen Revolution war das Kloster Zufluchtsort für Tausende von religiösen und politischen Flüchtlingen aus Frankreich.
1803 gelangte das Kloster in den Besitz des neu gegründeten Kantons Aargau, der vorerst das Weiterbestehen zusicherte. Das Kloster wurde jedoch zur Führung einer Schule verpflichtet. Ab 1830 stellte die Aargauer Regierung immer höhere Geldforderungen an das Kloster. 1834 wurde das Vermögen unter staatliche Aufsicht gestellt, ein Aufnahmeverbot für Novizen verhängt und die Klosterschule geschlossen. Als Reaktion auf bewaffnete Aufstände nach der Verhaftung des Bünzer Komitees hob der Grosse Rat das Kloster am 13. Januar 1841 auf, was zum Aargauer Klosterstreit führte.
Kurz darauf mussten die Mönche – unter ihnen Alberich Zwyssig, der Komponist des Schweizerpsalms – das Kloster verlassen. Die umfangreichen Bestände der Klosterbibliothek wurden von der Aargauischen Kantonsbibliothek übernommen. Die Mönche zogen einige Jahre umher und machten am 8. Juni 1854 das säkularisierte Benediktinerkloster Mehrerau in Bregenz zu ihrer neuen Niederlassung. Diese Abtei heisst seither Territorialabtei Wettingen-Mehrerau und ist kirchenrechtlich direkt dem Heiligen Stuhl unterstellt. Der Abt trägt den Titel des Abtes von Wettingen und Priors von Mehrerau.
Die leer stehenden Gebäude in Wettingen wurden 1843 dem kantonalen Lehrerseminar Wettingen zur Verfügung gestellt. Seit 1976 werden die Räumlichkeiten von der Kantonsschule Wettingen benutzt.

## Grablege
Im Kloster Wettingen fanden wichtige Adelsgeschlechter der Region ihre letzte Ruhestätte. Darunter Arnold von Wart, der mit Anna von Teufen verheiratet war, sowie Ita von Tegerfelden, die Frau Ulrichs II. von Klingen. In der Klosterkirche sind grosse Sarkophage aus dem Mittelalter erhalten, wie beispielsweise von Rudolf von Habsburg-Laufenburg.

## Gebäude

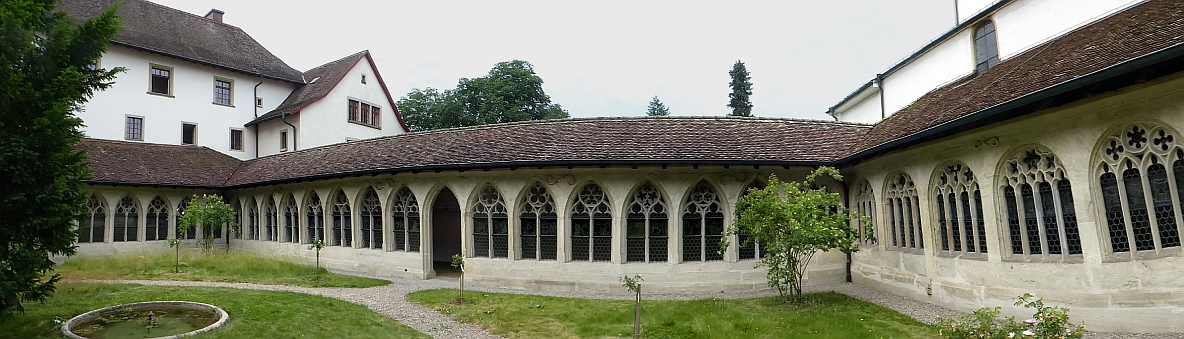
Kreuzgang

Das Kloster besteht aus einer Vielzahl von Gebäuden. Diese verteilen sich auf den inneren und den äusseren Klosterbezirk und in einen Bereich ausserhalb des ehemaligen Schutzrings. Der innere Klosterbezirk war das eigentliche Kloster mit der Kirche und den Aufenthaltsräumen der Mönche, während der äussere Klosterbezirk die Gebäude für die Versorgung des Konvents und die Unterbringung der Gäste des Klosters umfasste. In der näheren Umgebung befanden sich noch andere Gebäude, die zwar dem Kloster gehörten, aber der weltlichen Obrigkeit unterstanden.
Die Beleuchtung entspricht seit 2007 nicht den gesetzlichen Vorschriften, da die Vorschriften in Bezug auf die Lichtverschmutzung nicht erfüllt werden.

### Klosterkirche
Die Klosterkirche entstand im 13. Jahrhundert und wurde später mehrmals umgebaut und erweitert. Sie ist in zwei Bereiche unterteilt. Der hintere Teil des Schiffes war schon während der Zeit, als das Kloster noch bestand, der Öffentlichkeit zugänglich und wird deswegen Konversenkirche genannt. Der vordere Abschnitt des Schiffes ist durch ein Portal vom hinteren Teil abgetrennt und war nur den Mönchen und Geistlichen zugänglich, weshalb er auch Mönchskirche genannt wird.

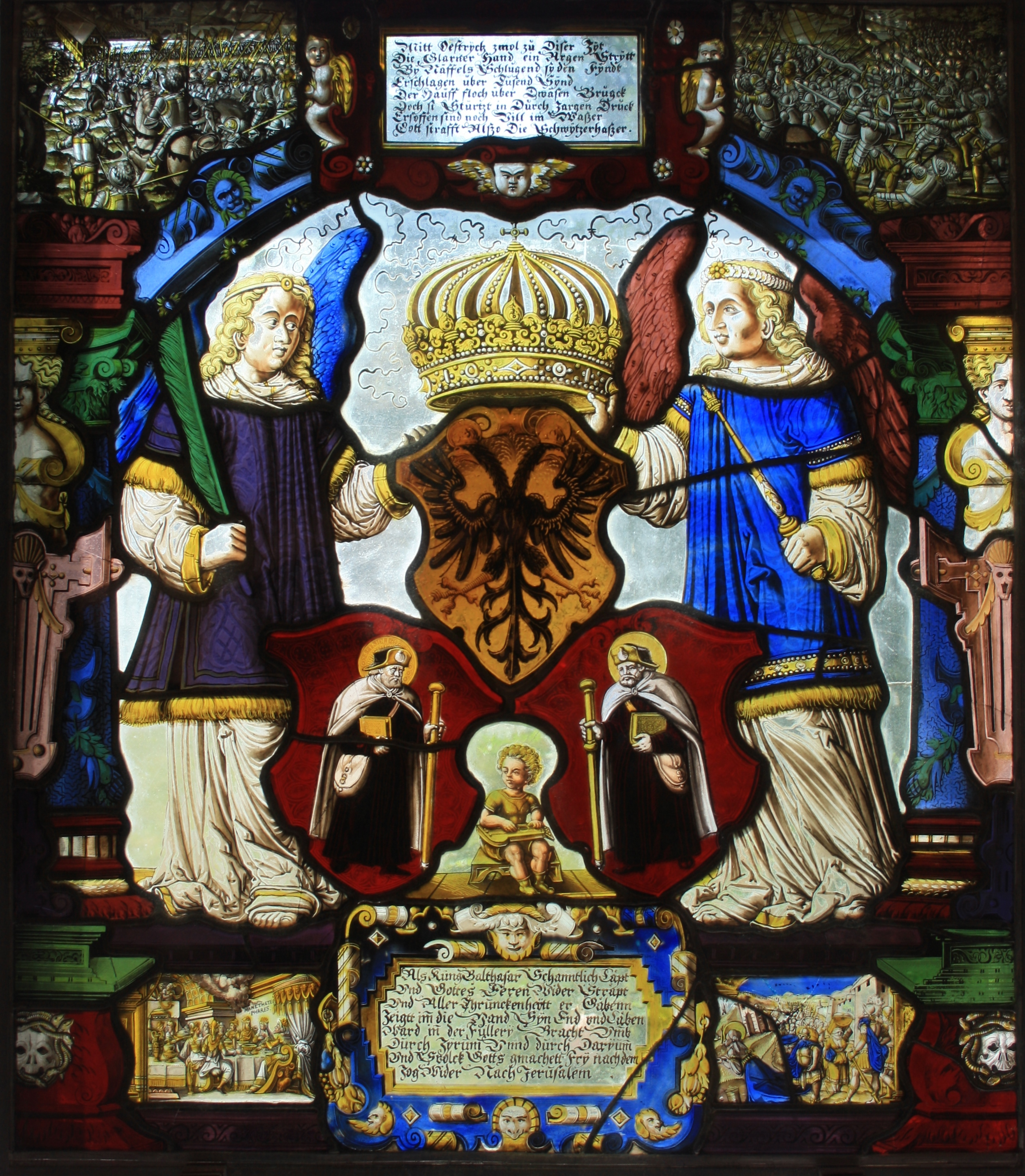
Wappenscheibe im Kreuzgang

### Innerer Klosterbereich

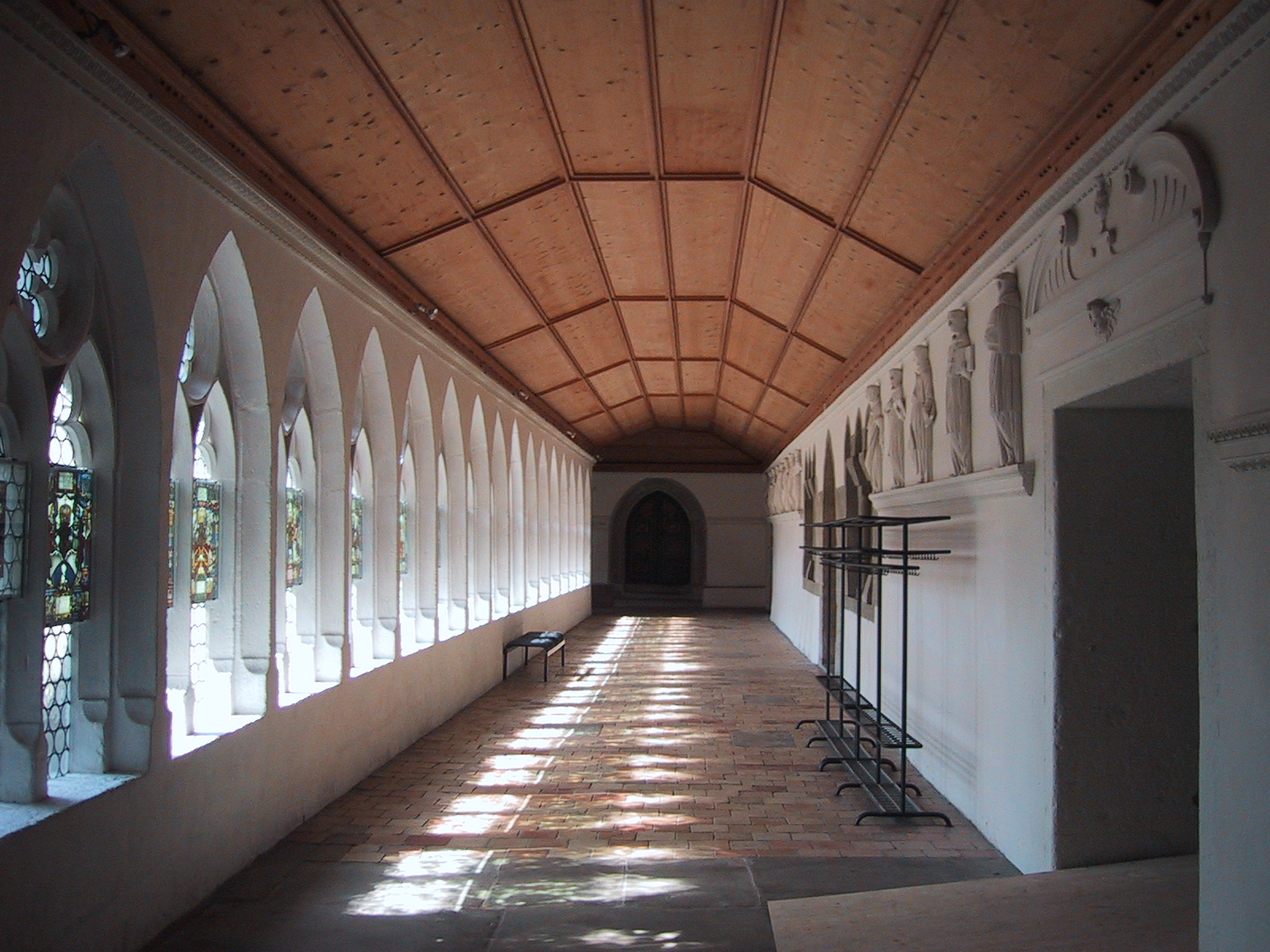
Kreuzgang

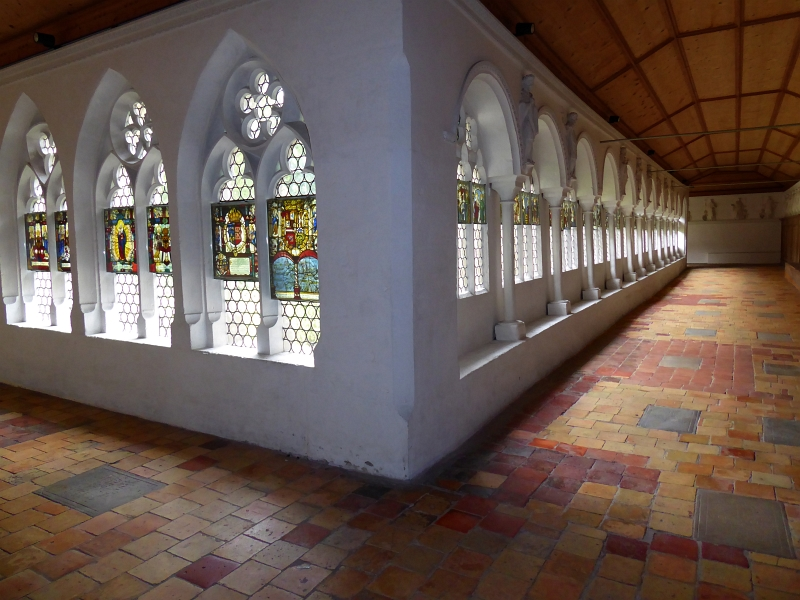
Kreuzgang

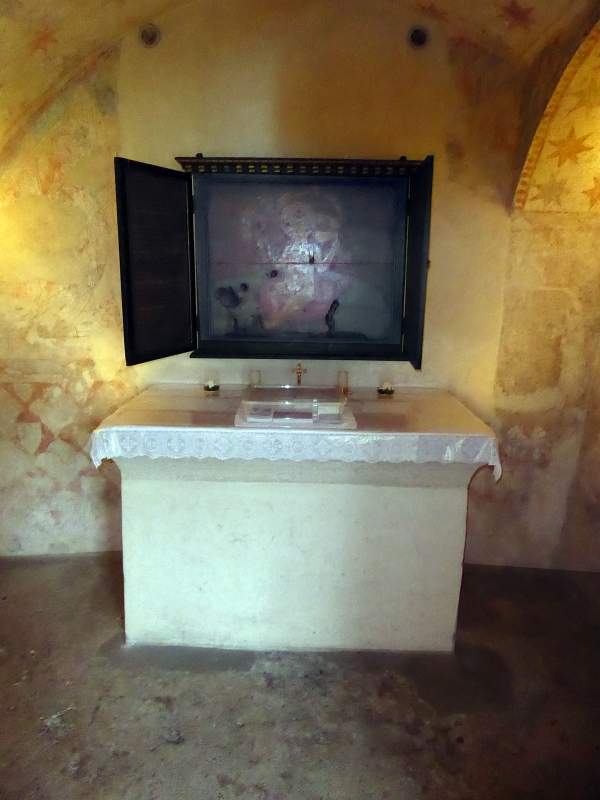
Altar der Kreuzgangkapelle

Der innere Klosterbereich umfasst den Kreuzgang mit dem umstehenden Gebäuden und den Osthof mit den umstehenden Gebäuden sowie auch die Klosterkirche. Der Bau des Kreuzganges wurde um 1520 unter Abt Johann Müller beendet. Er besitzt grosse gotische Masswerkfenster zum Kreuzganggarten hin. Die Fensteröffnungen sind mit Glasscheiben verschlossen, die eine Serie von Kabinettscheiben mit Glasmalereien umfassen. Die Aussenseite der Gänge ist mit Mauern abgeschlossen und von allen vier Seiten mit Türen zugänglich. Nur die Wand zum ehemaligen Kapitelsaal ist mit Kuppelfenstern durchbrochen. An den Wänden sind plastische Figuren der Muttergottes und der ehemaligen Äbte des Klosters mit deren Wappen angebracht. Im Plattenboden sind kleinformatige Grabsteine von dort bestatteten Mönchen eingelassen.
Im Erdgeschoss des Osttraktes befindet sich nahe bei der Türe zur Klosterkirche die Kreuzgangkapelle. Diese entstand um 1285 und wurde 1954 wiederhergestellt. Dabei wurden die spätmittelalterlichen Fresken wieder sichtbar gemacht, welche die Taufe Jesu sowie die Heiligen Benedikt von Nursia und Antonius Eremita darstellen. In der Kapelle befindet sich das Holzgemälde des Wettinger Jesuskindes aus dem 15. Jahrhundert. Zahlreiche Brandspuren erinnern an die wundersame Bewahrung dieses Bildes im verheerenden Klosterbrand vom 11. April des Jahres 1507, dem Sonntag nach Ostern.
Der Kapitelsaal im Erdgeschoss des Osttraktes wird seit der Renovation 1954, wobei sein ursprüngliches Aussehen wiederhergestellt wurde, als Musikaula benutzt.

### Äusserer Klosterbereich

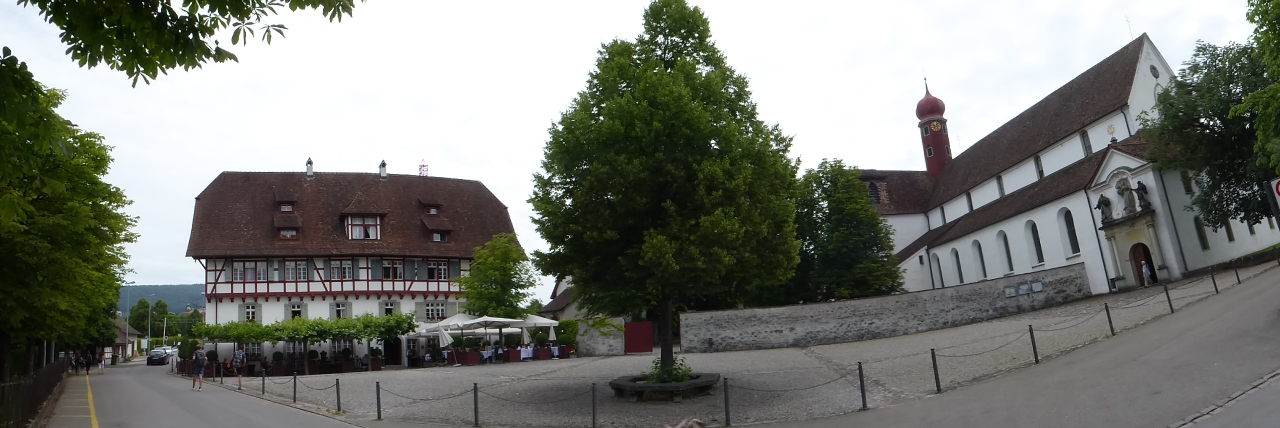
Vorplatz

Der äussere Klosterbereich umfasst alle Gebäude an der Klosterstrasse, die sich innerhalb der Schutzmauer befanden. Die Schutzmauer trennte die gesamte Limmathalbinsel vom Wettinger Feld ab.
Das Schwesternhaus, für das auch der Name «Weiberhaus» überliefert ist, ist als einziges historisches Gebäude im Bereich des Klostertores erhalten geblieben. Die beiden Torhäuser befanden sich nordwestlich davon. Der dazwischen liegende Platz war in der Zeit des Klosters jene Stelle, wo sich der sakrale und der weltliche Bereich trafen. Nach der Klosteraufhebung wurde das Schwesternhaus zum Gasthaus zum Sternen umgebaut.
Die ehemalige Seilerei (mit dem Weinkeller im Untergeschoss), auch Langhaus genannt, bildet zusammen mit dem Schwesternhaus den markanten architektonischen Riegel zwischen dem ehemaligen Kloster und der Gemeinde Wettingen. Der 70 Meter lange Bau beherbergt heute die Biologie- und Chemieräume und auch Vorbereitungs- und Praktikumsräume der Kantonsschule. Er wurde nach der Klosteraufhebung stark verändert, um den neuen Verwendungszweck erfüllen zu können.
Südöstlich folgt in der gleichen Achse neben dem Langbau das ehemalige Backhaus. Karl Rothpletz gestaltete es 1884 zu einer Wohnung um. Wo heute der mehrseitig offene Zwyssighof liegt, befand sich früher das jetzt abgebrochene Knechten- und Gesindehaus. Der Hof erhielt seinen Namen von Pater Alberich Zwyssig, dessen Denkmal er umschliesst. Die 1954 von Bildhauer Eduard Spörri geschaffene Bronzeplastik zeigt die Figur eines Engels.
Die ehemalige Klostermühle an der Limmat wurde im 19. Jahrhundert durch die Spinnerei Wettingen ersetzt.
Zum Klosterareal gehörten die Gärten auf der Südseite bis an die Limmat und zu der Holzbrücke, die der Brückenbaumeister Hans Ulrich Grubenmann im Jahr 1764 im Auftrag des Abtes errichtete. Dieser Flussübergang wurde 1799 durch französische Truppen zerstört und 1819 durch einen Neubau ersetzt, von dem das grössere der beiden Joche noch erhalten ist (Holzbrücke Wettingen-Neuenhof).

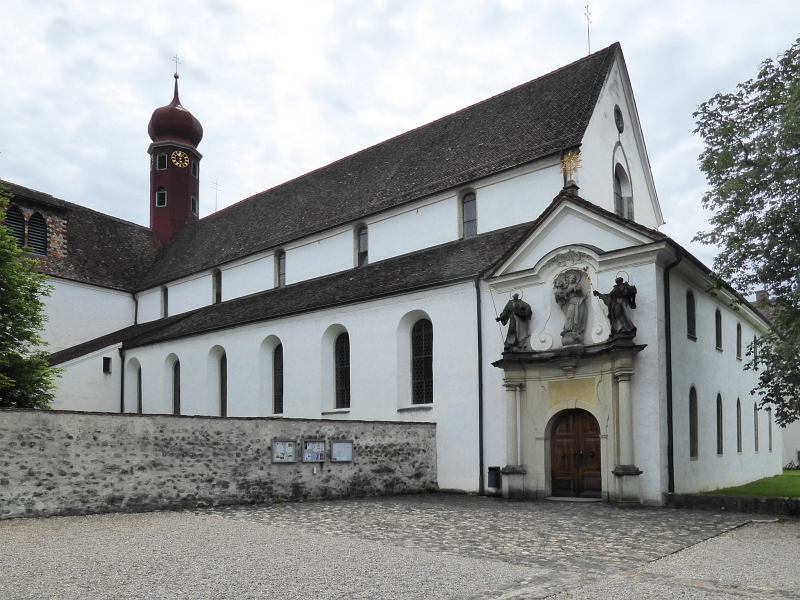
Klosterkirche

## Bilder

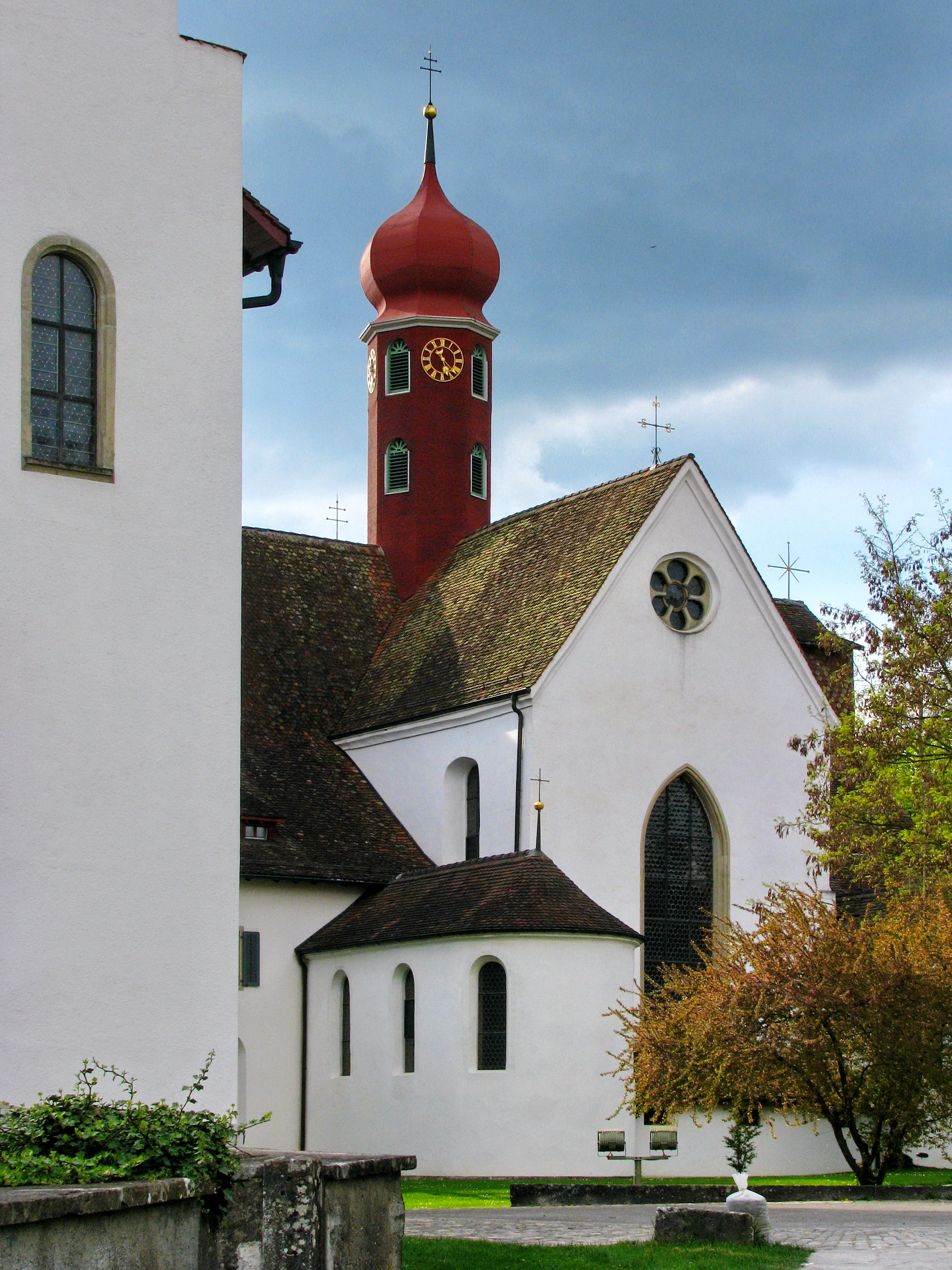
Klosterkirche, Ansicht von Osten
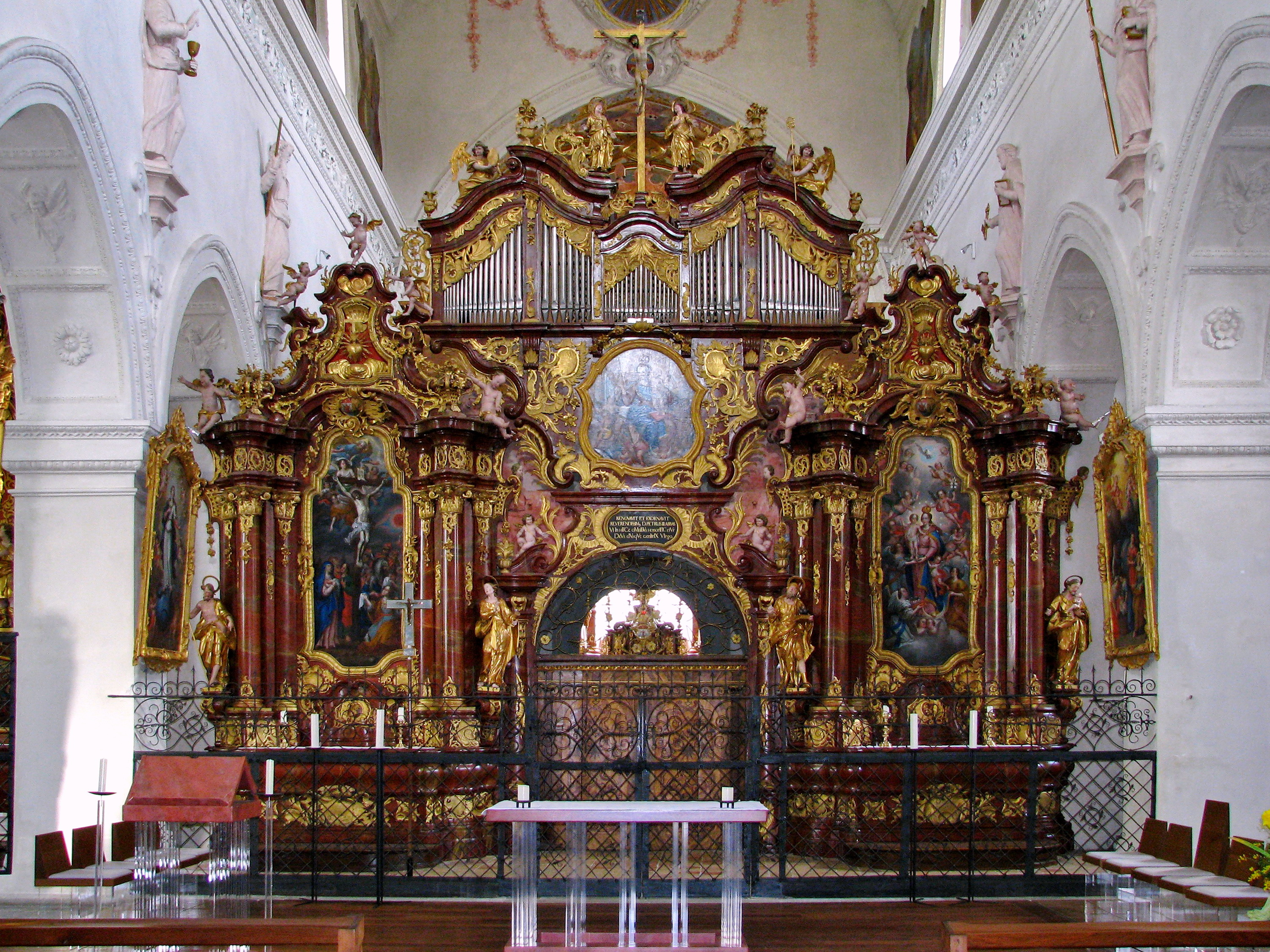
Altar
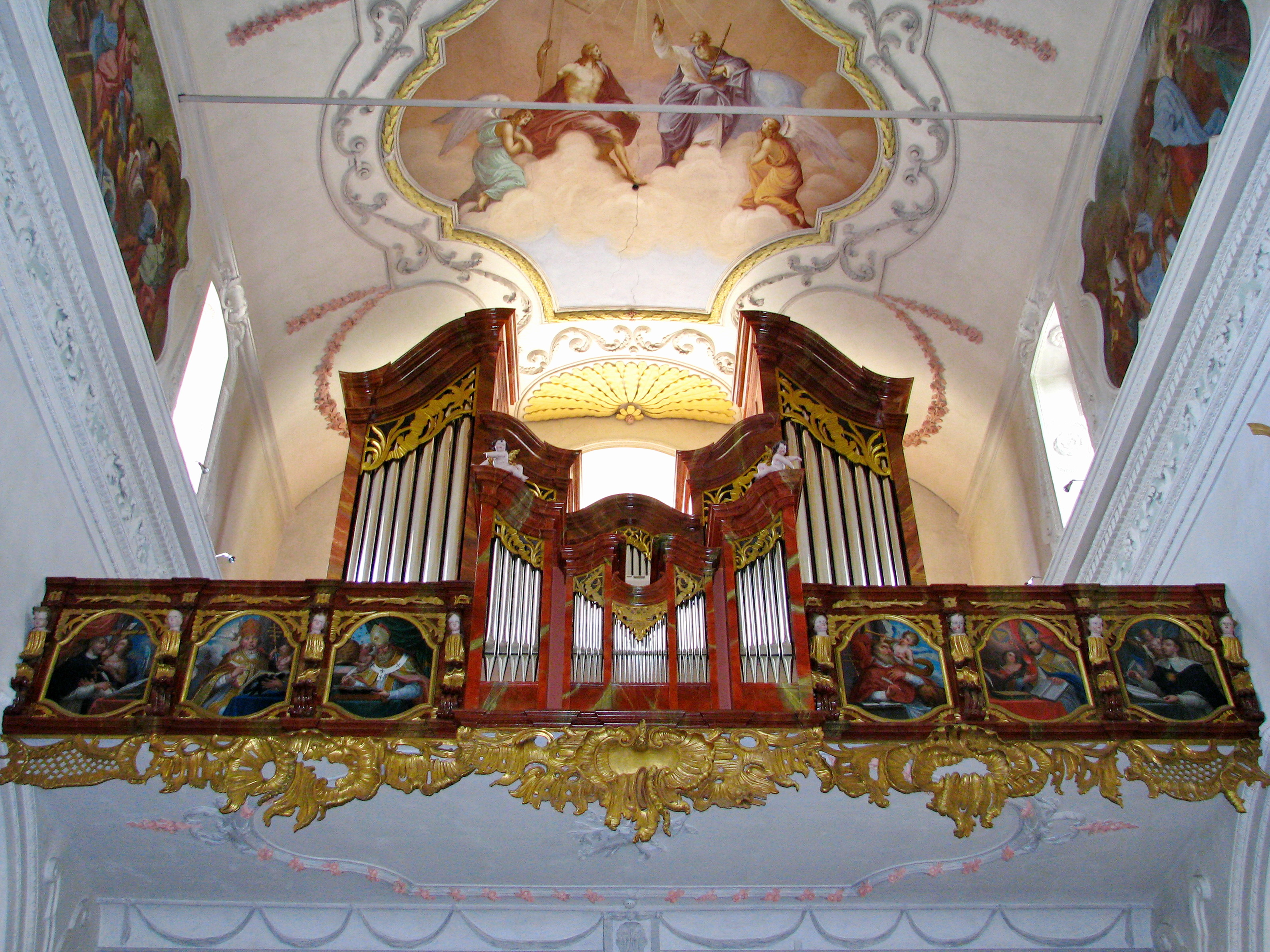
Deckenfresko und Orgel
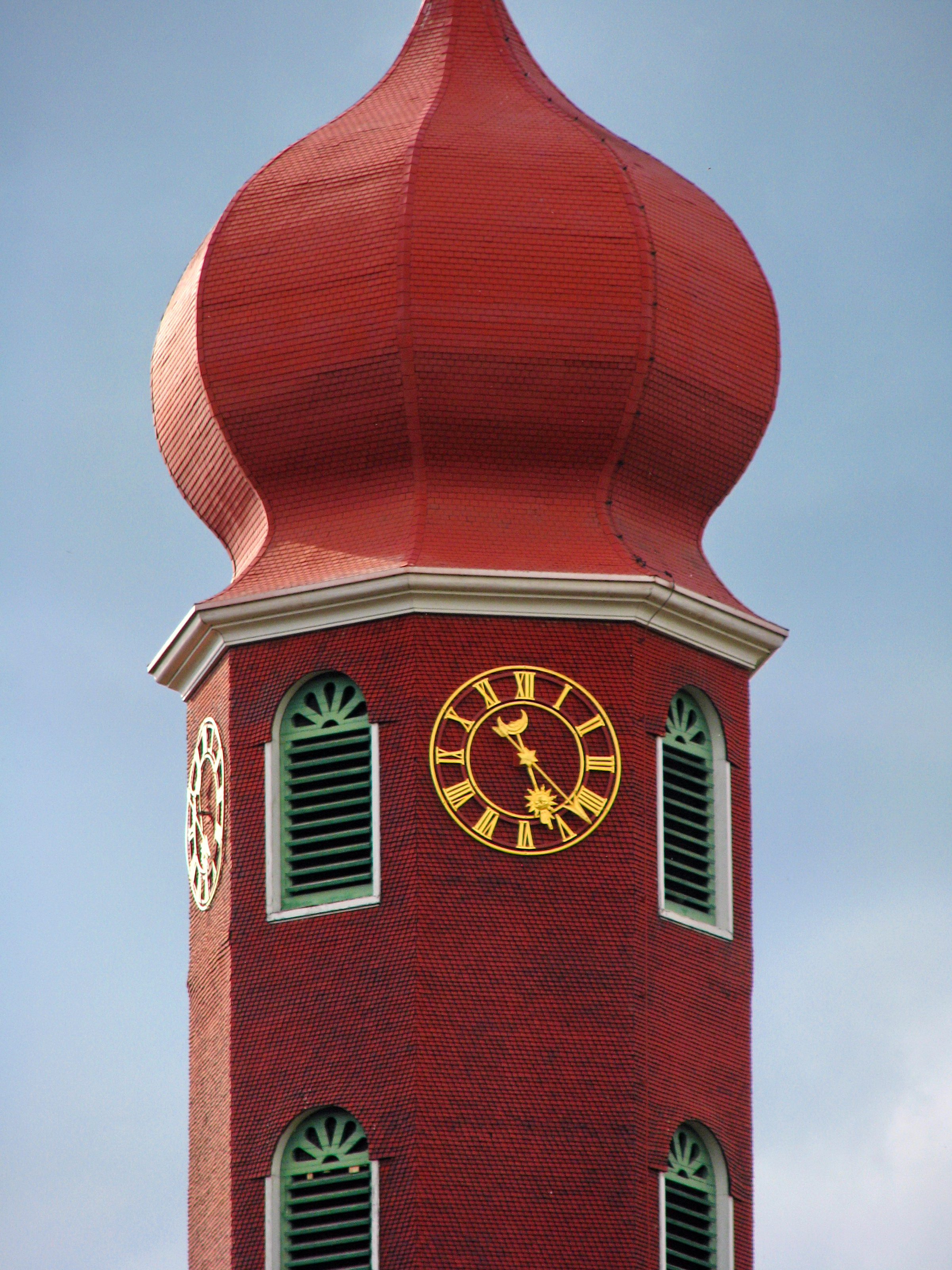
Turm
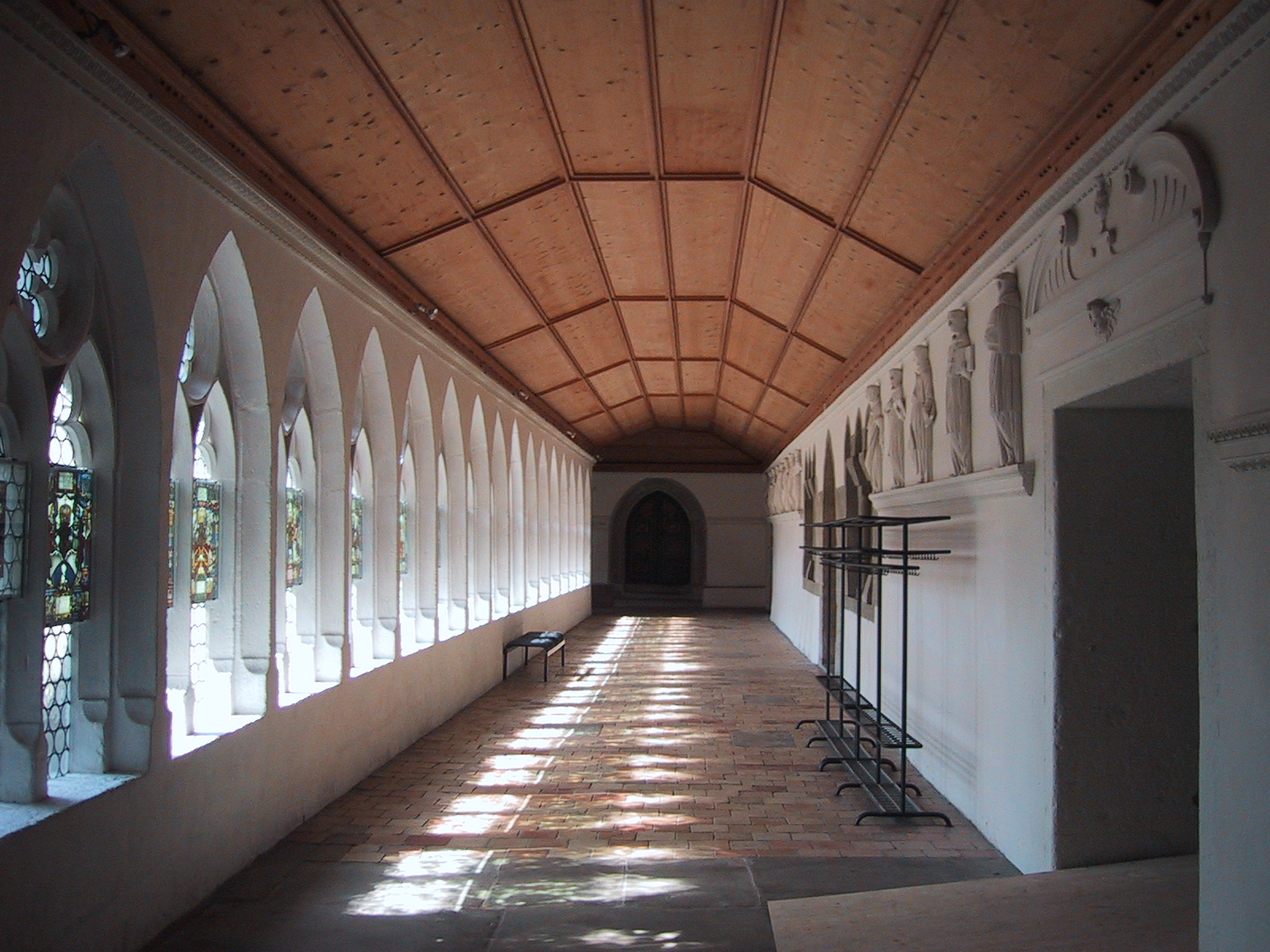
Kreuzgang
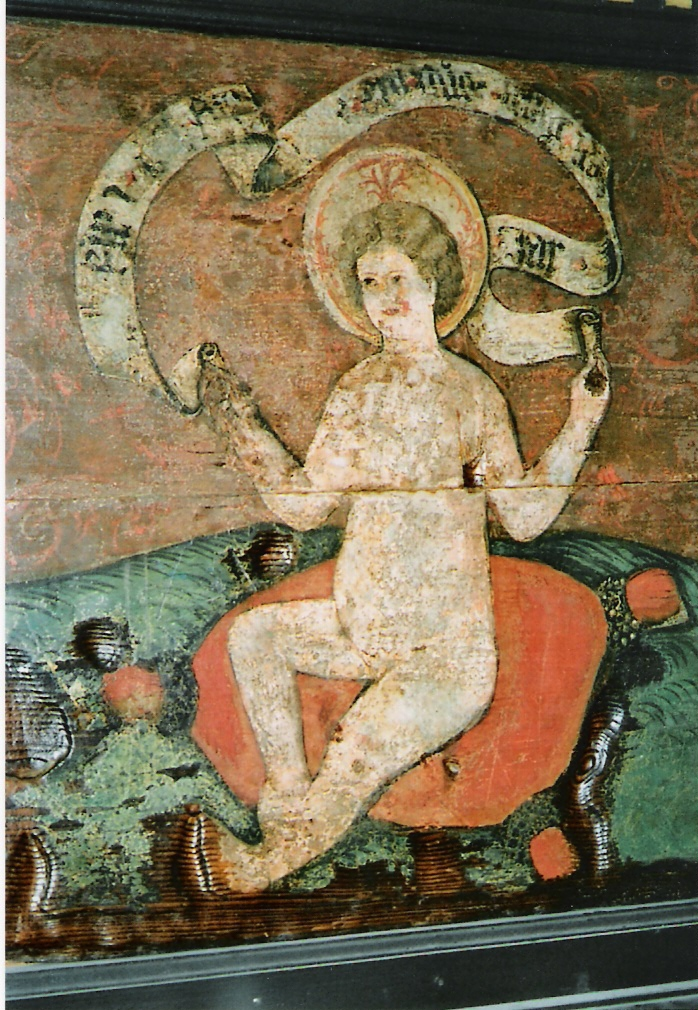
Wettinger Jesuskind
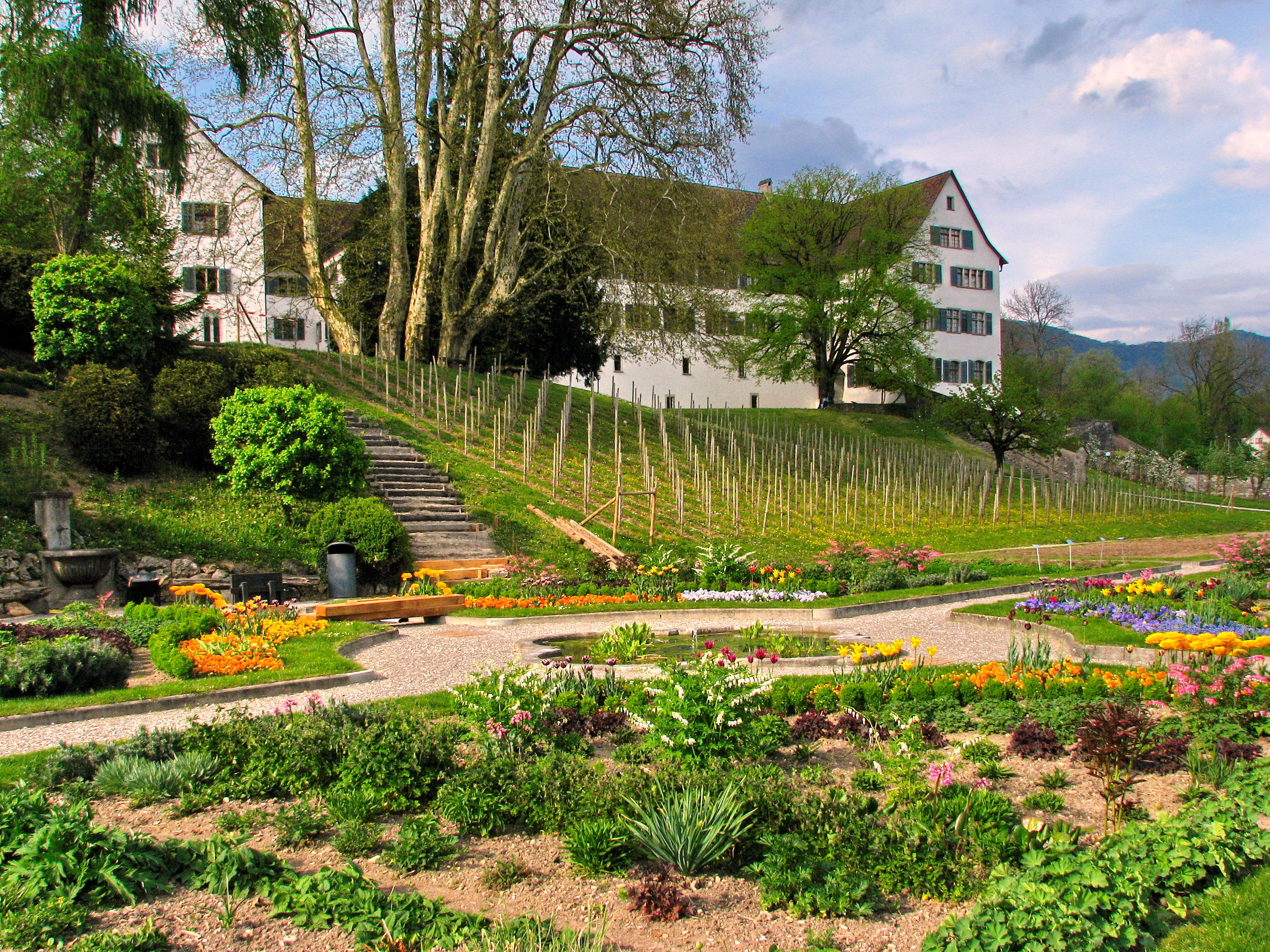
Klostergarten und Park
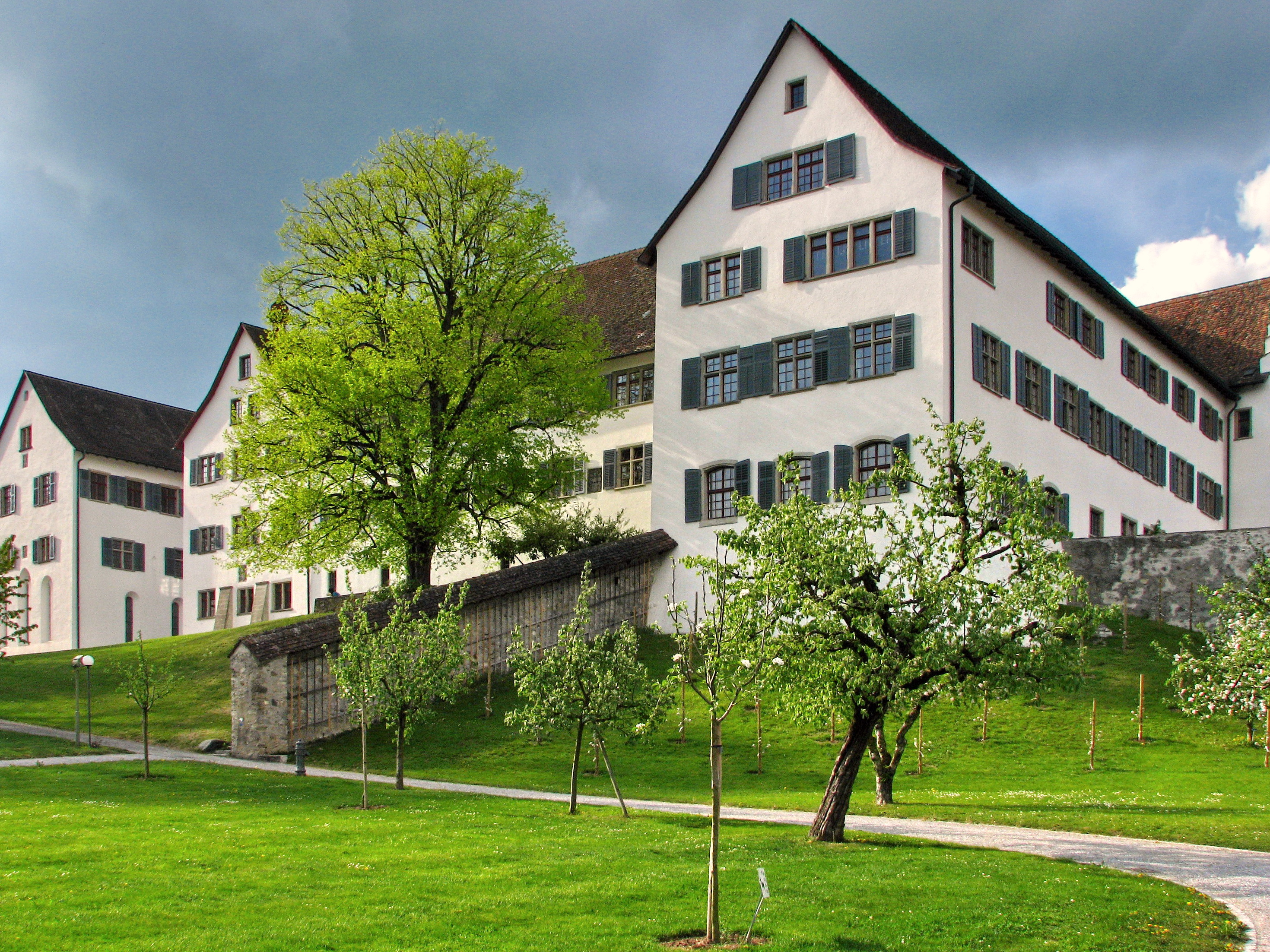
Ansicht von Südosten
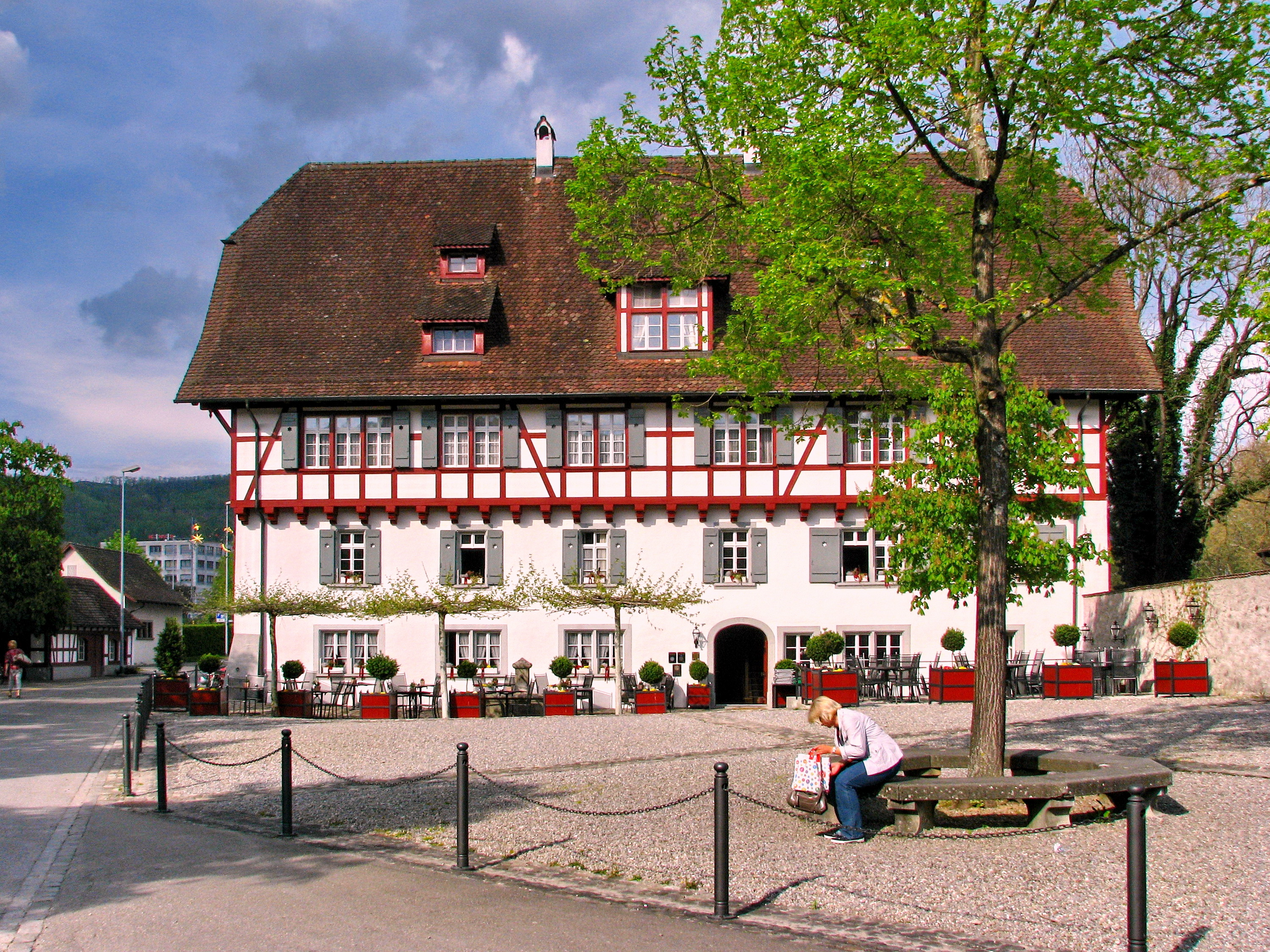
Sternen
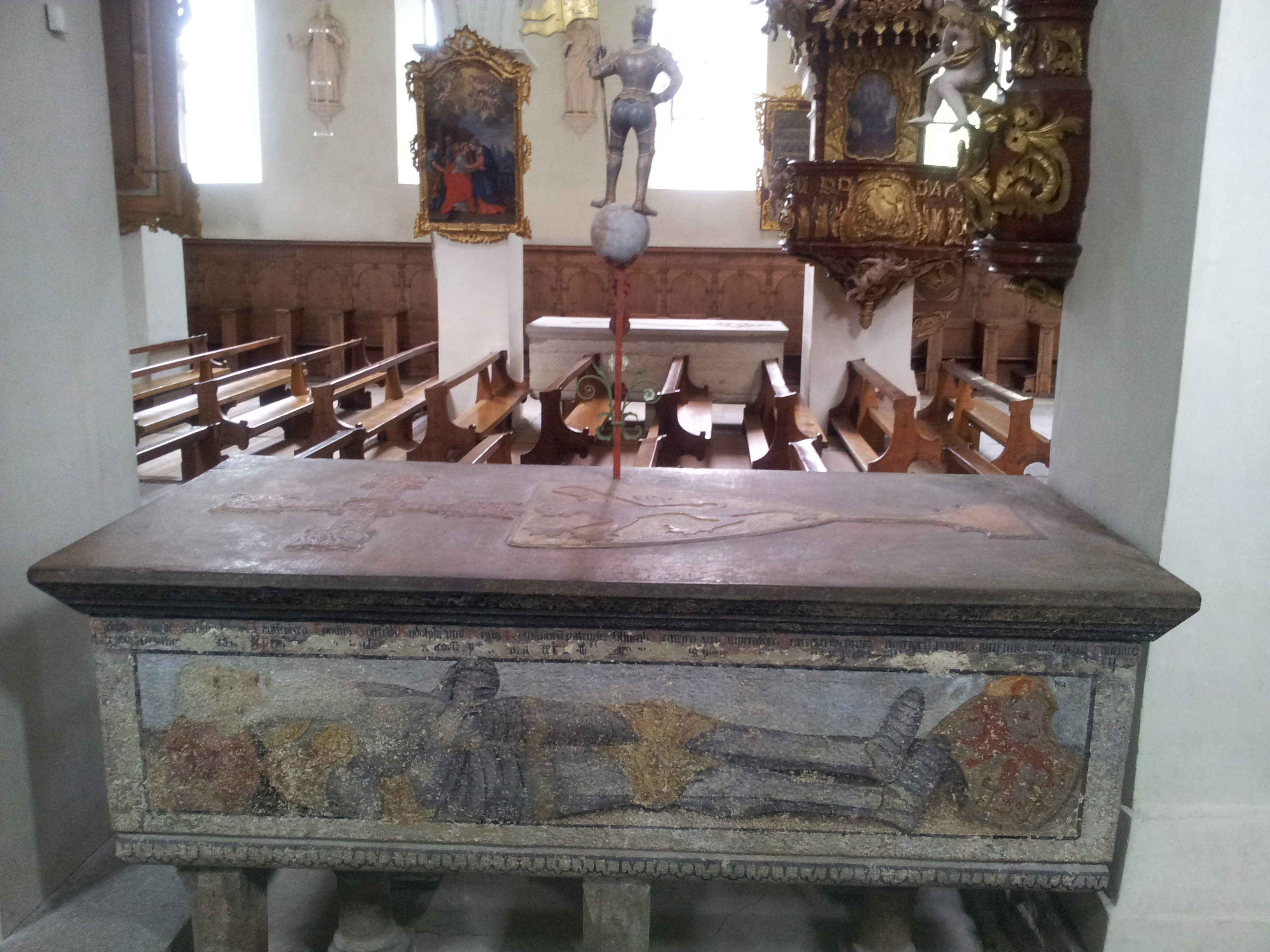
Habsburger-Sarkophag im Seitenschiff der Kirche
Kloster Wettingen um 1838